# جوناثان كارلسون
جوناثان كارلسون (بالسويدية: Jonathan Carlsson) هو لاعب هوكي الجليد سويدي، ولد في 5 أغسطس 1988 في أوبسالا في السويد.

## وصلات خارجية
- جوناثان كارلسون على موقع دوري الهوكي الوطني (الإنجليزية)
- جوناثان كارلسون على موقع EliteProspects.com (الإنجليزية)
- جوناثان كارلسون على موقع Eurohockey.com (الإنجليزية)
- جوناثان كارلسون على موقع HockeyDB.com (الإنجليزية)